# Gastón Machín
Gastón Machín (Del Viso, 23 febbraio 1983) è un ex calciatore argentino, di ruolo centrocampista.

## Caratteristiche tecniche
È un mediano.

## Carriera
È cresciuto nelle giovanili dell'Argentinos Juniors.